# Gaby Fariza
Gabriel Fariza Revilla (Navas del Madroño, juny de 1950 - València, 3 de setembre de 2019) va ser un actor, pallasso i empresari teatral valencià. Va ser membre del grup Los Goliardos, del duo Bombalino y Cuchufleta, i va ser el fundador del Teatro de Marionetas la Estrella al costat de Maite Miralles, al Cabanyal.

## Cronologia
1968 Va estudiar a l'Escola d'Art Dramàtic de Sevilla.
1970 Forma part, com a actor, del grup Los Goliardos amb el qual representa "La boda de los pequeños burgueses" de Bertolt Brecht, dirigida per Angel Facio. Gira: Espanya, França, Bèlgica, Holanda i Alemanya.
1973 Amb el grup Tábano representa "Los últimos días de soledad de Robinson Crusoe" del Gran Magic Circus, dirigit per Juan Margallo, al teatre monumental de Madrid. Gira: tot el territori nacional.
1974 Amb el grup Topo representa "El retablo del flautista" de Jordi Teixidor, dirigida per Juan Margallo, al Teatro Benavente de Madrid.
1977 Amb el grup Buho representa "Woyceck" de G. Bechner, amb la direcció de Juan Margallo. Actuen a la Sala Cadarso de Madrid i recorren Espanya.
1978 Amb el grup comedias La Esmeralda representa "Primavera stories", creació col·lectiva sobre còmics de "el papus", revista satírica espanyola. Crea amb Maite Miralles la companyia Teatro la Estrella.
1979 Estrena "Atraccions populars l'estrella", primer espectacle de carrer de creació pròpia, amb dissenys de nines de Maite Miralles i textos de Gabriel Fariza. Recorre Espanya i Amèrica Central.
1983 Estrena "El Circo Malvarrosa". Disseny, titelles i escenografia de Maite Miralles. Text i actuació de Gabriel Fariza.
1985 Participa en el Festival Internacional de Títeres de Segòvia.
1991.-Estrena d'un nou espectacle "Bombalino en camionet" amb dissenys, titelles i escenografia de M. Miralles. Text, direcció i interpretació de G. Fariza. Participa a la III Mostra de Titelles d'Aldaia, II Festival de Marionetes de Salamanca, V Festival de Marionetes de Segòvia, II Fira de Teatre de Lleida, II Mostra de Titelles d'Alcobendas, IX Festival Internacional de Marionetes de Tolosa i VII Mostra de Titelles de La Vall d’Albaida.
1995.- Obri la Sala Cabanyal del Teatre de Marionetas La Estrella, al qual estarà dedicat quasi en exclusivitat. Estrenarà més de 15 espectacles de creació pròpia, com a director, actor, titellaire, guionista i constructor.